# Krzysztof Zanussi
Krzysztof Pius Zanussi (Warschau, 17 juni 1939) is een Pools filmregisseur.
Zanussi studeerde eerst natuurkunde aan de universiteit van Warschau en daarna wijsbegeerte aan de universiteit van Krakau. Hij sloot zijn studie af aan de filmschool van Łódź. Zijn afstudeerproject won verschillende internationale prijzen. In 1969 regisseerde hij zijn eerste speelfilm. Met het drama Rok spokojnego słońca won hij in 1984 de Gouden Leeuw op het filmfestival van Venetië. Zijn werk is kritisch voor de samenleving en analyseert vaak zowel innerlijke als maatschappelijke conflicten. Zanussi is hoogleraar aan de universiteit van Silezië.

## Filmografie (selectie)
- 1969: Struktura kryształu
- 1970: Życie rodzinne
- 1971: Za ścianą
- 1972: Iluminacja
- 1974: Bilans kwartalny
- 1974: The Catamount Killing
- 1976: Barwy ochronne
- 1978: Spirala
- 1980: Kontrakt
- 1980: Constans
- 1981: From a Far Country
- 1982: Imperativ
- 1984: Rok spokojnego słońca
- 1985: Paradigma
- 1988: Wherever You Are...
- 1989: Stan posiadania
- 1990: Życie za życie. Maksymilian Kolbe (Een leven voor een leven, over het leven van pater Kolbe)
- 1992: The Touch
- 1995: Cwał
- 1997: Our God's Brother
- 2000: Życie jako śmiertelna choroba przenoszona drogą płciową
- 2002: Suplement
- 2005: Persona non grata
- 2007: Il sole nero
- 2008: Serce na dłoni
- 2009: Rewizyta